# Pla Guadalhorce

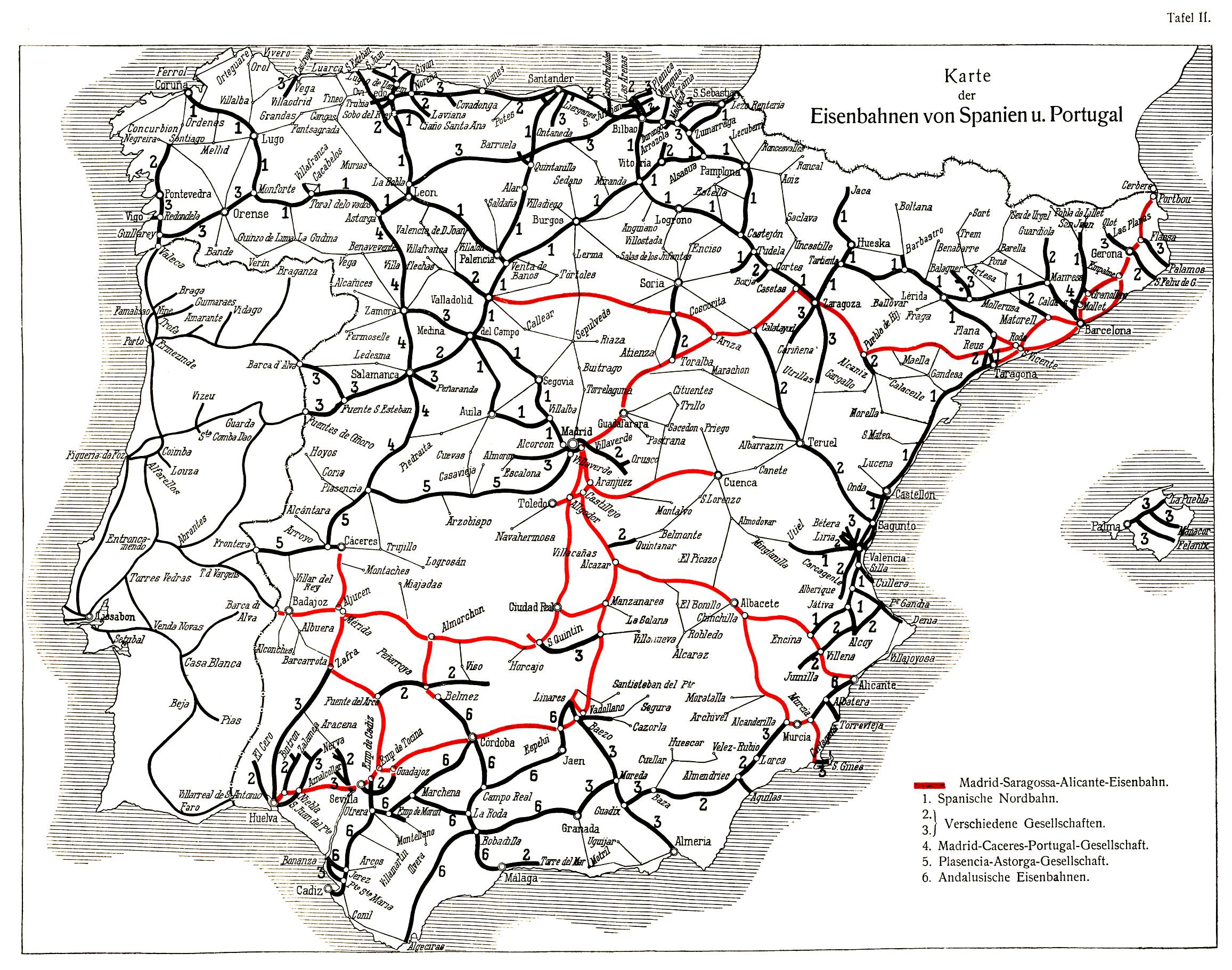
Mapa alemany amb la xarxa de ferrocarrils a Espanya, vers 1921. En vermell, les línies de la companyia MZA.

El Pla Preferent de Ferrocarrils d'Urgent Construcció, més conegut com a Pla Guadalhorce pel nom del llavors Ministre de Foment, Rafael Benjumea y Burín comte de Guadalhorce, fou un pla de desenvolupament d'infraestructura ferroviària iniciat en 1926 a Espanya, durant el període de la dictadura de Primo de Rivera. A causa de la Guerra Civil i la posterior postguerra, la construcció de moltes línies es va retardar enormement i a causa d'això moltes d'elles foren abandonades durant la dècada dels anys 60.

## Línies proposades
El pla incloïa la construcció de les següents línies ferroviàries:
- Zamora - Ourense - Santiago de Compostel·la - La Corunya;
- Madrid - Aranda de Duero - Burgos;
- Baeza - Utiel - Lleida - Sent Gironç;[2]
- Conca - Utiel, connectant el ferrocarril Madrid-Conca amb València;
- Puertollano - Marmolejo;
- Talavera de la Reina - Villanueva de la Serena,
- Toledo - Bargas, que connectaria la capital manxega amb el Ferrocarril Madrid-Lisboa;
- Sòria - Castejón, que connectaria amb el ferrocarril de l'Ebre;
- Jerez de la Frontera - Almargen;
- Huelva - Ayamonte, el posterior Ferrocarril Gibraleón-Ayamonte;
- Plasència - frontera portuguesa;

## Història
El ferrocarril de Zamora a La Corunya consistia en la finalització de les obres iniciades la Companyia del Ferrocarril de Medina a Zamora i d'Orense a Vigo (MZOV), que a causa de les dificultats econòmiques de la companyia es trobaven detingudes.
També estava prevista la finalització del Ferrocarril Santander-Mediterrani i del Ferrocarril del Val de Zafán.
Encara que les obres van començar abans de la caiguda de la Dictadura i van continuar durant la Segona República, la Guerra civil i la posterior postguerra van retardar enormement la finalització de les obres. En 1936 ja havia estat finalitzat el Ferrocarril Gibraleón-Ayamonte. Durant la dictadura franquista es van finalitzar altres obres, com la Línia Lleida - la Pobla de Segur (1951), el Ferrocarril Soria-Castejón o el Ferrocarril directe Madrid-Burgos (1968). No obstant això, un informe del Banc Mundial el 1962 va recomanar a RENFE que s'abandonessin les construccions de noves línies ferroviàries i se centressin els pressupostos en la millora o manteniment de la xarxa existent. Així, la línia Baeza-Utiel va quedar abandonada quan la construcció ja era molt avançada i solament faltava la instal·lació de les vies.
La construcció de moltes altres línies també que era molt avançada també va ser abandonada. Moltes s'han reconvertit en vies verdes. És el cas de la via verda de la Jara, la via Verda de la Serra o el Camí Natural de les Vegas del Guadiana. Per la seva banda, el ferrocarril Gibraleón-Ayamonte va ser clausurat i desmantellat el 1987, mentre que el Soria-Castejón va deixar de prestar servei el 1996.